# WASP-19
WASP-19は、ほ座の方角にある12.6等級の恒星である。主星に近い軌道をホットジュピターが公転していることが発見されている。
| 太陽 | WASP-19   |
| ---- | --------- |
| 太陽 | Exoplanet |

## 惑星系
2009年12月、スーパーWASP計画によって、この恒星に非常に近い軌道をホットジュピター型の太陽系外惑星WASP-19bが公転していることがわかったと発表された。公転周期は、約18.8時間で、それまで観測された中で最も短い周期であった。
| 名称 （恒星に近い順） | 質量                   | 軌道長半径 （天文単位） | 公転周期 (日)           | 軌道離心率          | 軌道傾斜角     | 半径             |
| --------------------- | ---------------------- | ----------------------- | ----------------------- | ------------------- | -------------- | ---------------- |
| b (Banksia)           | 1.069 +0.038 −0.037 MJ | 0.01634 ± 0.00024       | 0.788838989 ± 4.0 ×10−8 | 0.002 +0.014 −0.002 | 78.78 ± 0.58°° | 1.392 ± 0.040 RJ |

## 名称
2022年、ジェイムズ・ウェッブ宇宙望遠鏡の優先観測目標候補となっている太陽系外惑星のうち、20の惑星とその親星を公募により命名する「太陽系外惑星命名キャンペーン2022（NameExoWorlds 2022）」において、WASP-19とWASP-19bは命名対象の惑星系の1つとなった。このキャンペーンは、国際天文学連合（IAU）が「持続可能な発展のための国際基礎科学年（IYBSSD2022）」の参加機関の一つであることから企画されたものである。2023年6月、IAUから最終結果が公表され、WASP-19はWattle、WASP-19bはBanksiaと命名された。ワトルは約1000種の低木・木からなる属で、そのうちの1種ゴールデン・ワトル（Acacia pycnantha）はオーストラリアの国花ともなっており、その色はWASP-19の色を暗示する。バンクシアは、オーストラリア原産の野生あるいは園芸用の花が知られる木からなる属で、先住民のアボリジニやトレス海峡諸島民は薬や水のろ材、甘い飲み物を作るための蜜源として利用し、乾燥した花序はたいまつとしても使われており、WASP-19bの熱い昼の面の輝きを暗示する。